# Emesis caeneus
Emesis caeneus är en fjärilsart som beskrevs av Carl von Linné 1780. Emesis caeneus ingår i släktet Emesis och familjen Riodinidae. Inga underarter finns listade i Catalogue of Life.